# Slag bij Bayou Fourche
De Slag bij Bayou Fourche vond plaats op 10 september 1863 in Pulaski County Arkansas tijdens de Amerikaanse Burgeroorlog.

## De Slag
Op 10 september 1863 stuurde de bevelhebber van het Army of Arkansas, generaal-majoor John W. Davidson een cavaleriedivisie naar Little Rock. Zijn eenheden botsten op een Zuidelijke eenheid bij Bayou Fourche, Arkansas. Bijgestaan door artillerievuur viel Davidson de Zuidelijke posities aan. De Zuidelijken weerstonden de druk niet en trokken zich terug naar Little Rock. Deze stad werd diezelfde avond bezet door de Noordelijken.

## Gevolgen
Na de inname van Little Rock werden de Zuidelijken troepen in de regio verder geïsoleerd van de rest van de Geconfedereerde staten.